# Едуард Тріппель
Едуард Тріппель (нім. Eduard Trippel, нар. 26 березня 1997) — німецький дзюдоїст, срібний та бронзовий призер Олімпійських ігор 2020 року.

## Виступи на Олімпіадах
| Олімпіада  | Дисципліна      | Місце |
| ---------- | --------------- | ----- |
| Токіо 2020 | до 90 кг        | 2     |
| Токіо 2020 | змішана команда | 3     |